# Vodriž
Vodriž – wieś w Słowenii, w gminie miejskiej Slovenj Gradec. W 2018 roku liczyła 108 mieszkańców. 